# Carl Beines
Carl Beines, né le 15 décembre 1869 à Rheydt et décédé le 8 octobre 1950 à Bad Wörishofen est un chef d'orchestre, professeur de musique et compositeur allemand.

## Biographie
Carl Beines suit des leçons de violon dès l'âge de sept ans. A 13 ans, il effectue une tournée de concerts à travers la Belgique et les Pays-Bas. De 1883 à 1889, il étudie au conservatoire de Cologne avec Franz Wüllner. De 1884 à 1894, il est premier violon dans l'orchestre du Gürzenich de Cologne. De 1894 à 1909 il travaille comme chef d'orchestre et professeur de chant à Baden-Baden, Karlsruhe et Fribourg-en-Brisgau. Il fait connaître Richard Strauss et Felix Weingartner aux festivals de musique de Karlsruhe (1905), Baden-Baden (1906) et Fribourg (1910). En 1909 il s'installe à Fribourg, où il devient chef d'orchestre du Oratorienverein et en 1911 du chœur Concordia. Il continue ses cours de chant à Fribourg puis, de 1915 à 1917, à Berlin, puis de 1917 à 1923 à Munich. En 1923, il est nommé maître de conférence au Théâtre de Darmstadt, puis à partir d'octobre 1926 jusqu'en 1944, maître de chant à l'Académie de musique. Après la guerre, il s'installe à Bad Wörishofen où il décède à l'âge de 81 ans.
Ses élèves les plus connus sont Richard Tauber, Josef Herrmann et Joachim Sattler.
Il a composé des chansons pour voix avec accompagnement de piano, chœurs d'hommes, œuvres chorales avec orchestre, pièces pour orchestre, ainsi que l'opérette Die Gemsjagd, créée en 1909 à Barmen.

## Œuvres principales
- Wir saßen beisammen. Lied pour voix et piano.
- Komm! „Mein zitterndes Herz“. Lied pour voix et piano
- Liebesgrüße „Wie lieb ich dich“. Lied pour voix et piano
- Frühling zog ein. Lied pour voix et piano
- Des Zechers Lust am Rhein. Lied
- Die Gemsjagd. Opérette en 3 actes. Livret d'Emil Tschirch et Carl Weisenberg. 1909

## Source de la traduction
- (de) Cet article est partiellement ou en totalité issu de l’article de Wikipédia en allemand intitulé « Carl Beines » (voir la liste des auteurs).